# اثر دستکش
اثر دستکش (انگلیسی: Glove prints) آثاری شبیه اثر انگشت پنهان است که توسط فردی که دستکش می‌پوشد بر روی یک سطح یا شیء منتقل می‌شود.

مجرمان معمولاً برای جلوگیری از باقی ماندن اثر انگشت دستکش می‌پوشند که این امر رسیدگی به جنایات را دشوارتر می‌کند. اگرچه دستکش‌ها به‌عنوان یک پوشش محافظ عمل می‌کنند، اما خود دستکش‌ها می‌توانند آثاری را بر جای بگذارند که گاهی مانند اثر انگشت انسان منحصربه‌فرد هستند و در نتیجه هویت فرد پوشنده را آشکار می‌کنند. پس از جمع‌آوری آثار دستکش، مجری قانون می‌تواند آن‌ها را با دستکش‌هایی که به‌عنوان مدرک جمع‌آوری کرده‌اند و همچنین آثار دستکش‌هایی که از صحنه‌های جرم دیگر جمع‌آوری کرده‌اند، مطابقت دهد.

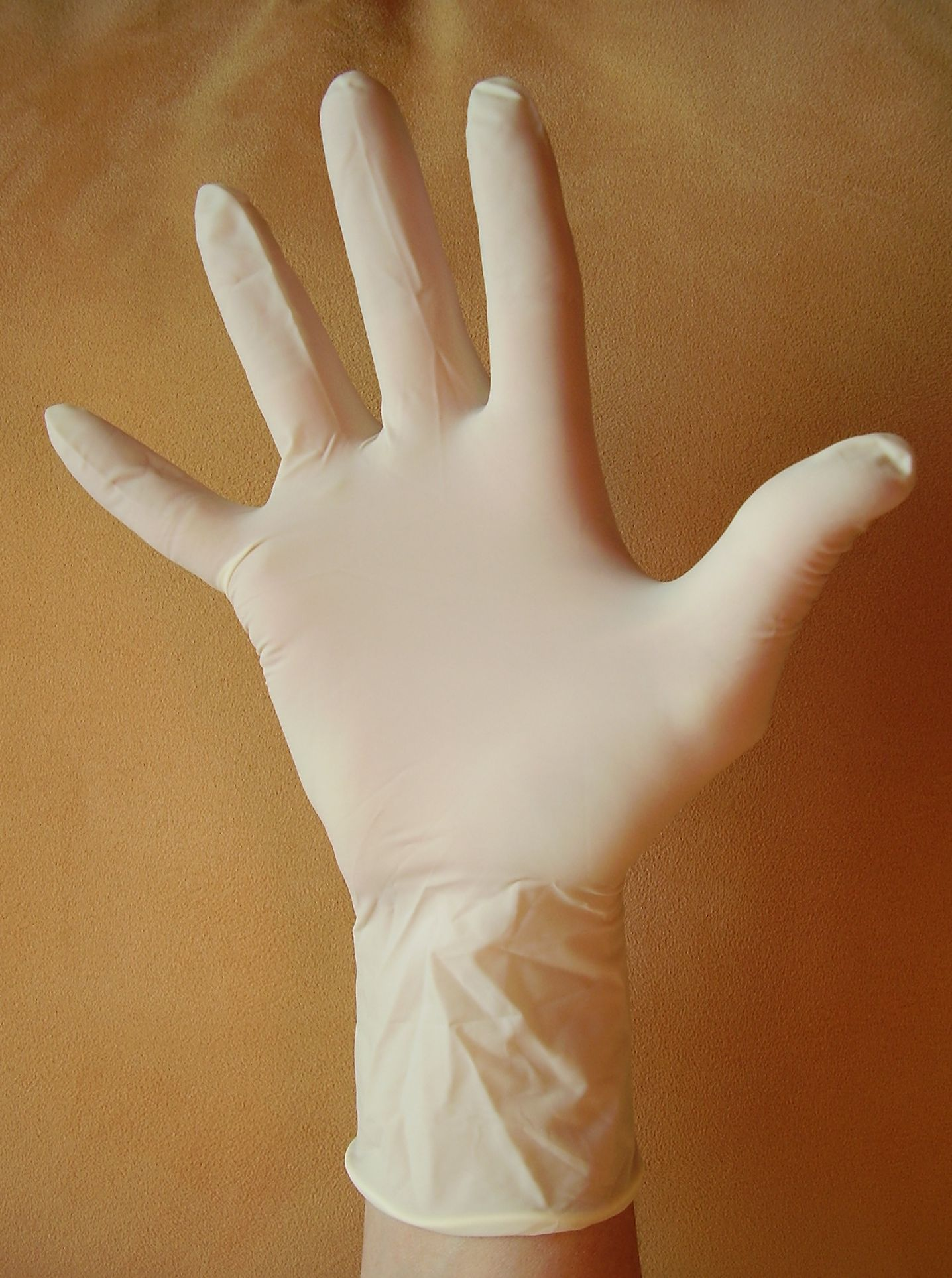
مجرمان ممکن است از دستکش‌های لاتکس نازک استفاده کنند.

مجرمان ممکن است از دستکش‌های لاتکس نازک استفاده کنند زیرا راحتی آن‌ها به آزادی عمل کمک می‌کند. همین نازک بودن و چسبندگی ممکن است اثر انگشت کاربر را از مواد عبور بدهد. هنگامی که توسط مأموران قانون کشف شود، ممکن است اثر انگشت پنهان از داخل این دستکش نیز بازیابی شود.

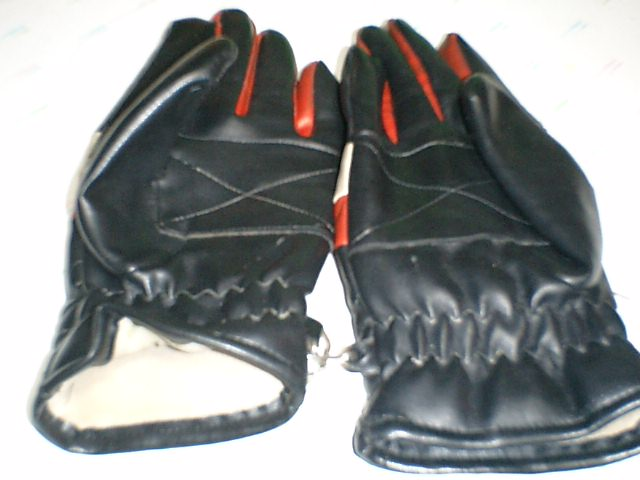
دستکش چرمی آستردار ممکن است اثری به جا بگذارد.

دستکش‌های چرمی آستردار ممکن است اثری به جا بگذارند که به اندازه اثر انگشت انسان منحصربه‌فرد باشد. هنگامی که توسط مأموران قانون کشف شود، ممکن است اثر انگشت پنهان از داخل این دستکش نیز بازیابی شود.